# IC 1054
IC 1054 је лентикуларна галаксија у сазвјежђу Дјевица која се налази на листи објеката дубоког неба у Индекс каталогу.
Деклинација објекта је + 1° 16' 31" а ректасцензија 14h 46m 31,2s. Привидна величина (магнитуда) објекта IC 1054 износи 13,9 а фотографска магнитуда 14,9. IC 1054 је још познат и под ознакама UGC 9514, CGCG 20-14, NPM1G +01.0428, PGC 52752.